# University Park (Maryland)
University Park es un pueblo ubicado en el condado de Prince George en el estado estadounidense de Maryland. En el año 2010 tenía una población de 2548 habitantes y una densidad poblacional de 1960 personas por km².

## Geografía
University Park se encuentra ubicado en las coordenadas 38°58′17″N 76°56′36″O / 38.97139, -76.94333.

## Demografía
Según la Oficina del Censo en 2000 los ingresos medios por hogar en la localidad eran de $89 450 y los ingresos medios por familia eran $96 349. Los hombres tenían unos ingresos medios de $62,375 frente a los $43 083 para las mujeres. La renta per cápita para la localidad era de $40 402. Alrededor del 3,5% de la población estaba por debajo del umbral de pobreza.